# پارک ولی (یوتا)
پارک ولی (به انگلیسی: Park Valley) یک منطقهٔ مسکونی در ایالات متحده آمریکا است که در شهرستان باکس الدر، یوتا واقع شده‌است. پارک ولی ۱٬۶۹۱٫۰۵ متر بالاتر از سطح دریا واقع شده‌است.